# Bragado (Vila Pouca de Aguiar)
Bragado es una freguesia portuguesa del concelho de Vila Pouca de Aguiar, con 22,70 km² de superficie y 640 habitantes (2001). Su densidad de población es de 28,2 hab/km².